# Júlio da Retífica
Júlio Sérgio de Melo (22 de junho de 1954, Araguari–30 de maio de 2021, Brasília) ou, como era conhecido popularmente, Júlio da Retífica, foi um político e empresário mineiro, filiado ao Partido da Social Democracia Brasileira (PSDB), que serviu por duas vezes como prefeito de Porangatu, e como deputado estadual por Goiás. Ele foi notável por pavimentar grande parte da cidade, auxiliar em seu desenvolvimento e incentivar a cultura através da amostra nacional de teatro O teNpo, além de sediar a Banda Municipal de Porangatu nos arredores da Feira Coberta da Cidade. Ele faleceu pouco antes de seu aniversário, em Brasília decorrente de Pneumonia.

## Primeiros anos
Júlio Sérgio de Melo nasceu na cidade mineira de Araguari, em 22 de junho de 1954. Ele morava em Goiânia no ano de 1980 e cursava Economia na Universidade Católica de Goiás. Ao trancar o curso, ele se mudou para Porangatu para abrir uma Retífica, a Retífica Bandeirante, e com o tempo, ele ganhou esse apelido que o "batizou" politicamente. 

## Carreira política

### Prefeito de Porangatu

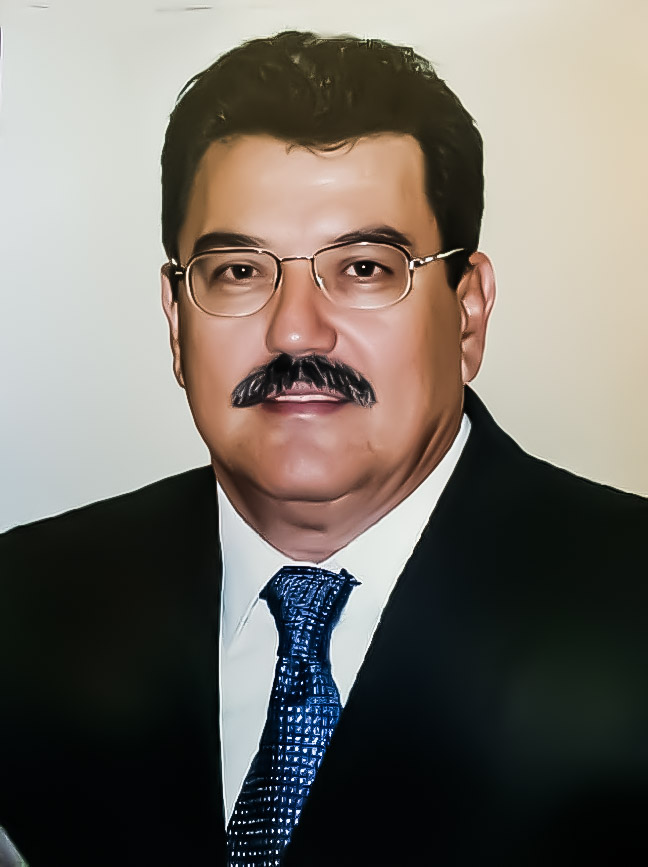
Retrato Oficial de Júlio Sérgio de Melo como Prefeito de Porangatu, entre 1997 e 2005.

Ele cumpriu dois mandatos consecutivos como prefeito da cidade, primeiro em 1996. Ele foi eleito com 11.761 votos, e em 2000, foi reeleito com 12.441 votos. Ele foi responsável por criar o Centro Cultural Municipal e o teatro "O Tenpo", a Amostra Nacional do Teatro da cidade; além de criar uma sede para a Banda Municipal de Porangatu, e pavimentar os bairros mais recentes da cidade.Seus vice-prefeitos foram, Antônio Paulo Machado Gontijo, filho de Trajano Machado, e José Osvaldo da Silva, seu sucessor na prefeitura. Pedro João Fernandes exerceu 3 pastas no seu Secretariado, no primeiro mandato ele exerceu a Secretaria da Saúde e depois de Compras e no segundo, exerceu o Controle Interno.
Como Prefeito de Porangatu, Júlio da Retífica chegou ainda a estimular a plantação de soja, na produção agrária da cidade. Em 2004, as estimativas apontavam a produção de 235 mil sacas de soja. 

### Diretor Comercial daCelg
Por um biênio no governo de Marconi Perillo, Júlio Sérgio de Melo exerceu a diretoria comercial da empresa de redistribuição de energia de Goiás, a Celg. O mandato foi de 2005 até 2006.

### Deputado Estadual de Goiás

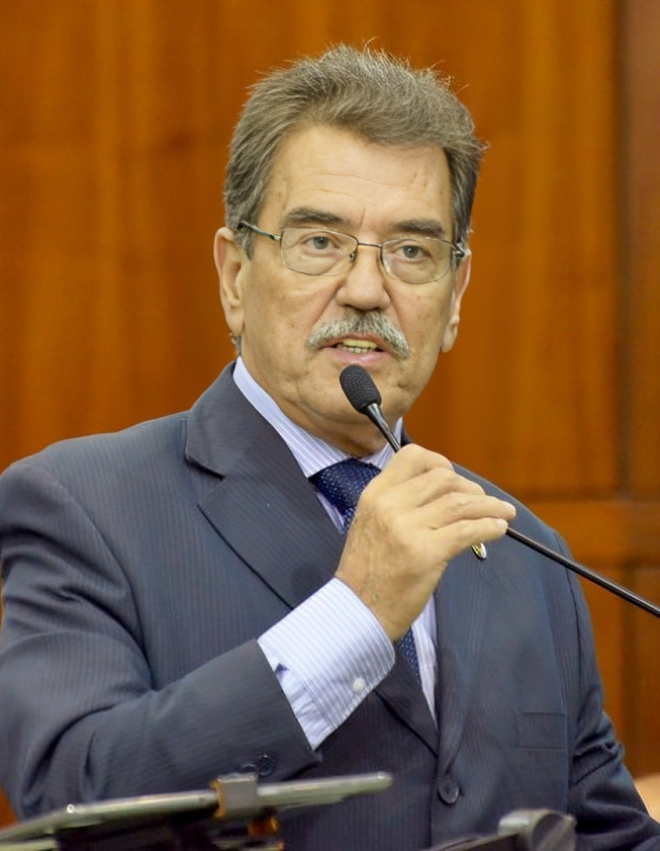
Júlio da Retífica discursando na Assembleia Legislativa de Goiás em 2017.

Júlio, logo após o término de seu mandato, em 2006 nas eleições estaduais de Goiás, ele concorreu à posição de deputado estadual da Assembleia Legislativa de Goiás. Com 22.816 votos, foi eleito terceiro suplente, e assumiu a cadeira do deputado Daniel Messac (PSDB) em 28 de agosto de 2007, pois Messac foi chamado à assumir uma secretaria de Estado do Governo de Alcides Rodrigues.
Em 2010, alcançou a quarta suplência com 20.066 votos. Devido às eleições municipais, em 2012, ele novamente ocupou uma cadeira de Deputado. Em 2016, ele novamente ocupa outra cadeira, de Valcenor Braz (PTB) que havia adentrado como conselheiro vitalício do Tribunal de Contas dos Municípios (TCM). Melo ainda serviu como diretor comercial da Celg (2005-2006) e Secretário de Estado Extraordinário do Desenvolvimento Regional do Norte de 2011 até 2012, no governo de Marconi Perillo. Por um breve interlúdio entre 2018 e 2020, Júlio fora filiado ao Partido Trabalhista Brasileiro, porém em janeiro de 2020 ele retornou ao PSDB.
Internamente, ocupou os seguintes cargos na Assembleia Legislativa:

#### 16ª legislatura
- 1.º Vice-presidente da ALEGO;
- Suplente da Comissão do Setor Mineral;
- Suplente da Comissão da Criança e do Adolescente;
- Suplente da Comissão de Meio Ambiente e Recursos Hídricos.

#### 17ª legislatura
- Presidente da Comissão Permanente de Tributação, Finanças e Orçamento;
- Titular da Comissão Permanente de Tributação, Finanças e Orçamento;
- Suplente da Comissão de Segurança Pública, Agricultura, Pecuária e Cooperativismo;
- Titular da CPI de Segurança Pública;
- 2.º Vice-presidente da ALEGO.

#### 18ª legislatura
- 1.º Secretário da Mesa Diretora;
- Vice-presidente da Comissão de Tributação, Finanças e Orçamento;
- Titular da Comissão de Desenvolvimento, Ciência, Tecnologia e Inovação;
- Titular da Comissão de Habitação, Reforma Agrária e Urbana;
- Suplente da Comissão de Organização dos Municípios;
- Suplente da Comissão de Turismo;
- Suplente da Comissão de Defesa dos Direitos do Consumidor;
- Suplente da Comissão de Saúde;
- Suplente da Comissão de Promoção Social.

## Histórico eleitoral
| Cargo disputado             | Eleição | Partido | Partido | Votos quantitativos | Situação eleitoral |
| --------------------------- | ------- | ------- | ------- | ------------------- | ------------------ |
| Prefeito de Porangatu       | 1996    |         | PSDB    | 11.761              | Eleito             |
| Prefeito de Porangatu       | 2000    | 12.441  | PSDB    | Eleito              |                    |
| Deputado estadual por Goiás | 2006    | 22.816  | PSDB    | Suplente            |                    |
| Deputado estadual por Goiás | 2010    | 20.066  | PSDB    | Suplente            |                    |
| Deputado estadual por Goiás | 2014    | 27.664  | PSDB    | Suplente            |                    |
| Deputado estadual por Goiás | 2018    |         | PTB     | 18.789              | Não eleito         |

## Morte

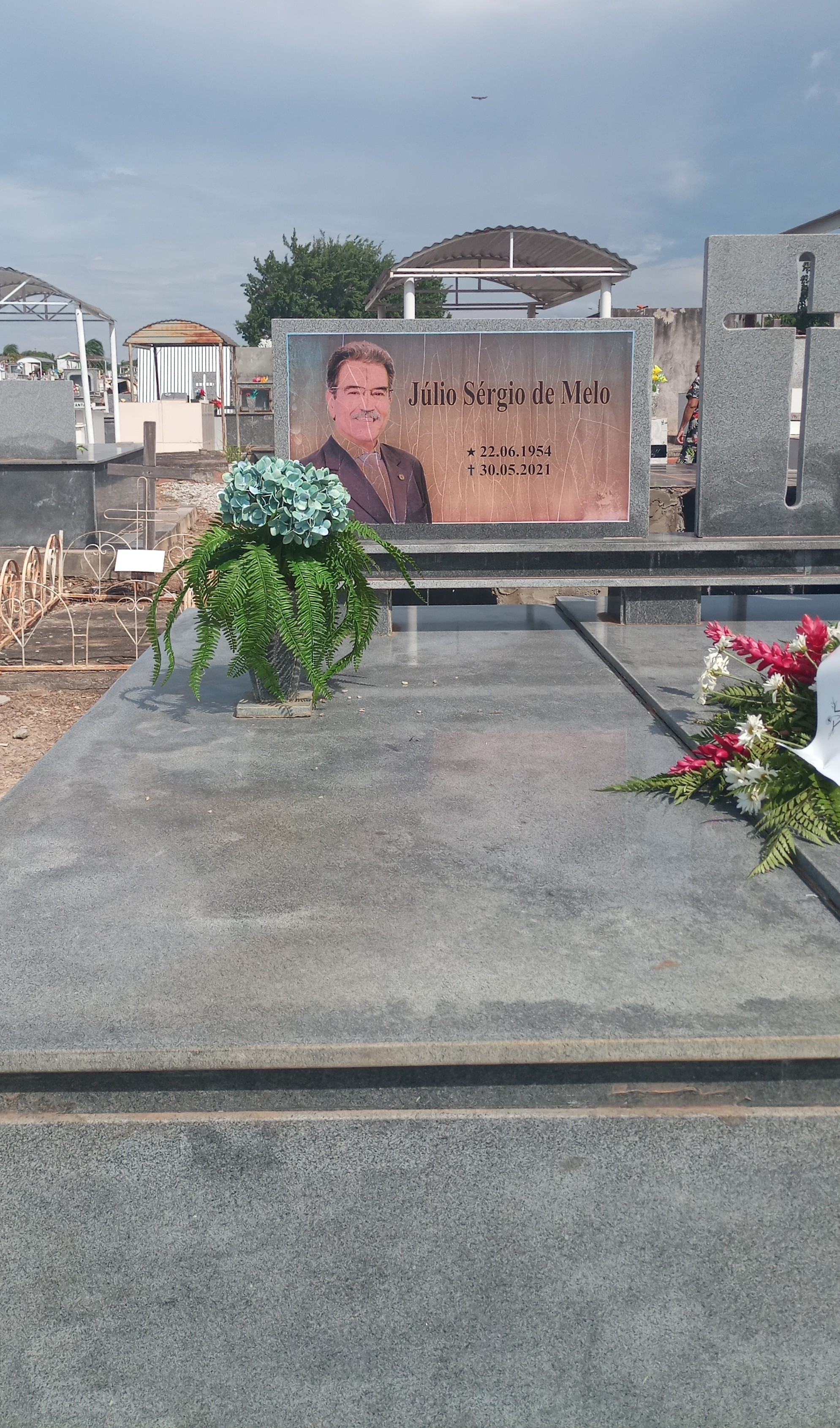
Foto do túmulo de Júlio da Retífica.

Três meses antes de Melo falecer, a família dele anunciou por meio das redes sociais, que esse se encontrava em tratamento da pneumonia no hospital DF Star Rede Dor, em Brasília. Foi anunciado às 21h30min do dia 30 de maio de 2021, o seu falecimento. Notas de condolências do governador de Goiás, Ronaldo Caiado e do ex-governador e companheiro partidário de Júlio, Marconi Perillo, além de um decreto de luto oficial da prefeita de Porangatu, Vanuza Valadares, foram enviadas à família de Júlio.
A nota do governador em exercício, Ronaldo Caiado, foi por vias de suas rede social, na íntegra:
“É com imenso pesar que eu e minha esposa, Gracinha Caiado, recebemos hoje a notícia do falecimento do ex-deputado estadual e ex-prefeito de Porangatu, Júlio da Retífica, vítima de pneumonia. Natural de Araguari, em Minas Gerais, Júlio construiu sua trajetória política em Goiás.
 Neste momento de grande consternação e tristeza, manifestamos nossos profundos sentimentos e solidariedade aos familiares e amigos de Júlio da Retífica.
 Que Deus, em sua infinita bondade, possa confortar o coração de todos.” Nota de pesar de Ronaldo Caiado quanto à morte de Júlio Sérgio de Melo.
A Câmara Municipal de Porangatu, por sua vez, transmitiu o seguinte:
A Câmara Municipal de Porangatu, em nome de todos os vereadores e funcionários, lamenta profundamente o falecimento do ex-prefeito Júlio Sérgio de Melo.

Júlio da Retifica foi prefeito de Porangatu por duas gestões: 1997-2000 e 2001-2004, sendo o primeiro prefeito reeleito do município.
Foi diretor da CELG, no governo Alcides Rodrigues, deputado estadual por duas vezes. Era empresário no ramo de retificas em Goiás e Tocantins e pecuarista.
Júlio da Retifica deixou seu legado político e administrativo na história do município de Porangatu e vai ficar registrado na memória de todos.

Neste momento de dor, demonstramos nossos sentimentos à família, aos amigos do ex-prefeito, Porangatu está de luto.
Seu velório foi às 21h, no Tatersal do Sindicato Rural de Porangatu. O enterro foi no dia 31 de maio, as 10h no Cemitério Municipal de Porangatu.